# Българско училище „Св. св. Кирил и Методий“ (Бърно)
Българското училище „Св. св. Кирил и Методий“ (на чешки: Bulharská škola „St. sv. Cyrila a Metoděje“) е училище на българската общност в град Бърно, Чехия. Създадено е през 2015 г. То предоставя възможност на децата да изучават родния си български език, да обогатяват познанията си за българската литература, история, фолклор, празнични обреди и традиции. От 2015 г. директор на училището е Галя Георгиева.

## История
Училището е създадено през септември 2015 г., като през същата година дейността на училището е одобрена и се провежда с финансовата подкрепа на Министерството на образованието и науката на Република България по националната програма „Роден език и култура зад граница“.
Отначало заниманията се провеждат веднъж седмично – от средата на септември до края на месец май, всяка неделя от 10 до 13 часа. Децата са разделени в две възрастови групи: предучилищна от 3 до 6 години и училищна за деца над 6 години. Български език и литература се изучават в рамките на 109 учебни часа.